# Elina Svitolina
Elina Mykhailivna Svitolina (ukrainsk: Еліна Михайлівна Світоліна, udtale: [ɛ'lʲinɑ swi'tɔlʲinɑ]; født 12. september 1994) er en ukrainsk professionel tennisspiller. Efter at være blevet professionel tennisspiller i 2010, har Svitolina i øjeblikket nået sin hidtil højeste placering på verdensranglisten med en 3. plads pr. 11. sep. 2017.
Svitolina har vundet ni WTA-singletitler, af dem har de største været vundet i Dubai Tennis Championships , og Internazionali BNL d'Italia, begge i 2017. I French Open 2015, hun nåede sin første Grand Slam-kvartfinale, hvor hun blev besejret af tidligere mester Ana Ivanovic. I februar 2017, efter at have vundet titlen i Dubai, skriver Svitolina historie ved at blive den første Ukrainske tennisspiller, uanset køn, til at lægge sig på top 10 på verdensranglisten.
Undervejs i sin karriere har Svitolina blandt andet vundet over Grand Slam-mestrene Ana Ivanovic, Serena Williams, Angelique Kerber, Garbiñe Muguruza og Petra Kvitová. Hun har også også sejret over en spiller på førstepladsen af verdensranglisten fire gange, tre gange over Kerber og en over Williams. I double har Svitolina vundet to titler, begge af dem ved İstanbul Cup i 2014 og 2015.